# سفارة إستونيا في السويد
سفارة إستونيا في السويد هي أرفع تمثيل دبلوماسي لدولة إستونيا لدى السويد. تقع السفارة في ستوكهولم وهي تهدف لتعزيز المصالح الإستونية في السويد.

## وصلات خارجية
- قائمة سفارات إستونيا
- قائمة السفارات في السويد